# Ob der Staig

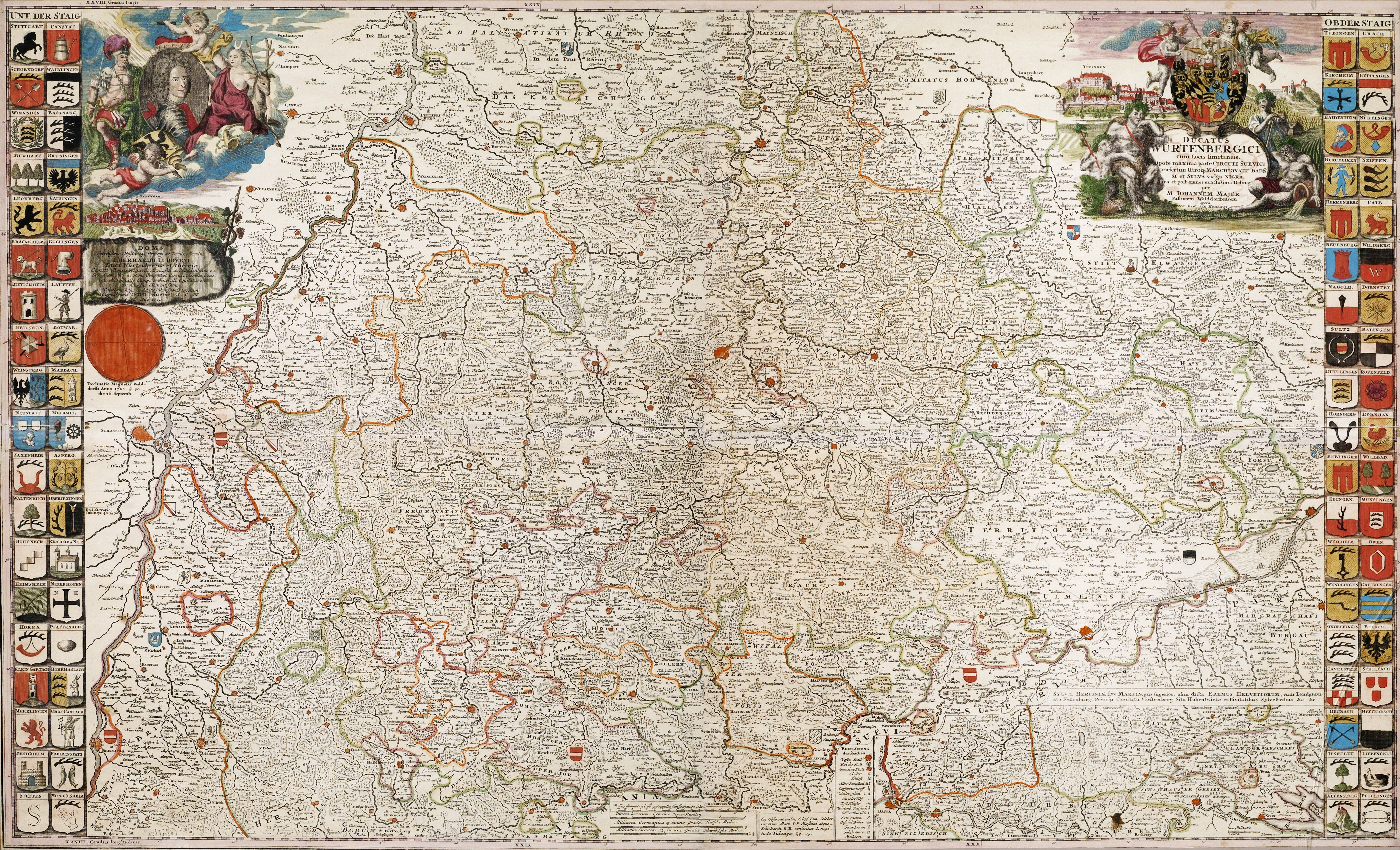
Johann Majer: Ducatus Wurtenbergici cum Locis limitaneis... 1710. An den Rändern der Karte die Wappen der württembergischen Städte: links Unt. der Staig, rechts Ob der Staig.

Das Herzogtum Württemberg wurde nach geographischen Gesichtspunkten in die Landesteile Ob der Staig und Unter der Staig, auch Oberland und Unterland genannt, unterschieden. Die Einteilung bezog sich auf die (Alte) Weinsteige in Stuttgart und war in diversen Angelegenheiten der Justiz und Verwaltung von Bedeutung.

## Geographie
Welche Städte und Ämter zu welchem Landesteil gehörten, ist in Johann Gottlieb Breyers Elementa Iuris Publici Wirtembergici 1787 im Einzelnen angegeben.
Ob der Staig: Altensteig, Balingen, Stadtamt Blaubeuren, Böblingen, Calw mit Zavelstein, Dornhan, Dornstetten, Ebingen, Freudenstadt, Herrenberg, Hornberg, Kirchheim, Leonberg, Liebenzell, Münsingen, Nagold, Neuenbürg, Neuffen, Nürtingen, Pfullingen, Rosenfeld, Sindelfingen, Steußlingen, Sulz, Tübingen, Tuttlingen, Urach, Wildbad, Wildberg mit Bulach.
Unter der Staig: Backnang, Beilstein, Besigheim, Bietigheim, Bottwar, Brackenheim, Cannstatt, Göppingen, Gröningen, Güglingen, Heidenheim, Heubach, Lauffen, Ludwigsburg, Marbach, Maulbronn, Möckmühl, Neuenstadt, Sachsenheim, Schorndorf, Stuttgart Stadt, Stuttgart Amtsoberamt, Vaihingen, Waiblingen, Weinsberg, Winnenden und das 1785 neu erworbene Bönnigheim.
Die Klosterämter, Klosterhofmeistereien und das sogenannte Kammerschreibereigut (Hausgut der herzoglichen Familie) fehlen in dieser Liste; sie lassen sich jedoch nach geographischen Gesichtspunkten „so ziemlich zuverlässig“ zuordnen. Zum oberen Landesteil gehörten demnach auch Alpirsbach, Bebenhausen, Klosteramt Blaubeuren, Denkendorf, Hirsau, St. Georgen und ein Teil des Klosteramts Herrenalb (mit dem Amt Merklingen), hingegen zum unteren Landesteil: Adelberg, Gochsheim, Lorch, Murrhardt, die Klosterämter im Brenztal (Anhausen, Herbrechtingen, Königsbronn), das kloster-herrenalbische Amt Derdingen, Weiltingen und Welzheim.
Eine 1717 erlassene Schlosser- und Büchsenmacherordnung zeigt einige Abweichungen: sie weist Göppingen und Heidenheim dem Oberland, Denkendorf jedoch dem Unterland zu.
In groben Zügen lässt sich die Aufteilung so beschreiben: „Wenn man [...] eine Linie von Vayhingen bis Stuttgart zieht, daß Leonberg links liegen bleibt, sodann von Stuttgart den Neckar hinauf, bis Plochingen, und von da an die Vilß hinauf, bis Göppingen, so sind diejenige Orte, die gegen Nordost liegen, Unter-, und die gegen Südwest liegen, Ob der Staig.“ Die namensgebende Weinsteige stand pars pro toto für die meist beschwerlichen Verkehrswege, die aus dem Stuttgarter Talkessel „über den Berg“ in den Süden und Westen des Landes führten. Auf der Weinsteige reiste man nach Tübingen, Balingen und Tuttlingen, auch nach Nürtingen und Urach, die Hasenbergsteige führte nach Böblingen, Leonberg und weiter in den Schwarzwald, die Straße über den Bopser nach Kirchheim. Auf angenehmeren Wegen waren die nördlichen und östlichen Landesteile zu erreichen: über die Galgensteige nach Ludwigsburg, über Cannstatt ins Remstal, über Esslingen ins Filstal.

## Geschichte
Die Formulierung ob der Staig zu Stuttgart kam bereits 1402 in einer Verkaufsurkunde vor, bezeichnete dort jedoch nur eine geographische Lage und hatte keine offizielle Bedeutung. 1447 ist von „Oberland“ und „Unterland“ die Rede, was sich mutmaßlich auf die 1442 im Nürtinger Vertrag vorgenommene Teilung Württembergs in einen Stuttgarter und einen Uracher Teil bezog, die aber schon 1482 endete und von der späteren Aufteilung deutlich abwich. Amtlichen Charakter erhielt die Dualität zwischen unter und ob der Staig spätestens mit der ersten Landesbauordnung von 1567: Berufungsinstanz in Untergangssachen sollte das Stuttgarter Stadtgericht für den unteren Landesteil sein, das Tübinger Stadtgericht für den oberen. Das unter Herzog Johann Friedrich ausgearbeitete, 1610 in Kraft gesetzte dritte Landrecht erweiterte dies auf sämtliche Gerichtsangelegenheiten. In kirchlicher Hinsicht wurden die beiden Landesteile nach Einführung der Reformation 1534 zunächst getrennt verwaltet, bis 1547 ein Visitationscollegium, Vorläufer des späteren Kirchenrats, geschaffen wurde.
Die Zuständigkeiten folgender Oberbehörden waren nach Unter- und Oberland aufgeteilt:
- Als Oberhöfe (Appellationsgerichte, dritte Instanz nach den Dorfgerichten und den Gerichten der Amtsstädte) fungierten die Stadtgerichte in Stuttgart und Tübingen.[6] Diese Unterscheidung wurde im 18. Jahrhundert aufgegeben.[8]
- Als Pädagogarchen (oberste Schulaufseher) amtierten ein Tübinger Professor der Philosophie ob der Staig und der Rektor des Stuttgarter Gymnasiums unter der Staig; ihnen oblag die Visitation der Trivialschulen im Herzogtum.[2]
- Die medizinischen Kollegien in Stuttgart und Tübingen waren für die Aufsicht über das Apothekenwesen und die Examination angehender Chirurgen zuständig.[2]
- Zwei Waisenvögte kontrollierten das Rechnungswesen der Spital-, Armenkasten-, Waisen- und anderen Pflegen.[9]
- Zwei Land-Mühlen-Visitatoren kontrollierten die Mühlen im Land.[10]
- Es bestanden Handwerksladen in Stuttgart und Tübingen; 1720 wurde in Ludwigsburg eine dritte errichtet.[2][11]

Anfang des 19. Jahrhunderts gewann Württemberg vor allem im Süden und Osten Gebiete hinzu. Bei der neuen Verwaltungseinteilung des nunmehrigen Königreichs spielte die altwürttembergische Zweiteilung in Oben und Unten keine Rolle mehr. In der Folge ging die alte Wortbedeutung verloren. Heute steht Oberland synonym für Oberschwaben, also die „neuwürttembergische“ Region zwischen Donau und Bodensee, während Unterland die Gegend um Heilbronn bezeichnet.